# Pseudarla miranda
Pseudarla miranda är en fjärilsart som beskrevs av Clarke 1965. Pseudarla miranda ingår i släktet Pseudarla och familjen stävmalar. Inga underarter finns listade i Catalogue of Life.